# A magyar női labdarúgó-válogatott mérkőzései 2005-ben
A magyar női labdarúgó-válogatott  az év során nyolc mérkőzést vívott, ebből három világbajnoki selejtező volt. A mérleg: két győzelem és hat vereség.
Szövetségi edző:
- Telek András

## Mérkőzések
| 140. mérkőzés 2005. március 17. | Magyarország | 0 – 3             | Lengyelország                                       | Tapolca Nézőszám: 300 Játékvezető: Wenczel Imre (HUN) |
| 140. mérkőzés 2005. március 17. |              | (0 – 3) Részletek | Pozerska 18' Otrebska 44' Zelazko 45' Godzinska 77′ | Tapolca Nézőszám: 300 Játékvezető: Wenczel Imre (HUN) |

| 141. mérkőzés 2005. március 19. | Magyarország | 0 – 4             | Lengyelország                           | Tapolca Nézőszám: 80 Játékvezető: Solymosi Péter (HUN) |
| 141. mérkőzés 2005. március 19. |              | (0 – 1) Részletek | Winczo 36' Zelazko 60' 62' Pozerska 83' | Tapolca Nézőszám: 80 Játékvezető: Solymosi Péter (HUN) |

| 142. mérkőzés 2005. április 12. | Szlovákia                 | 2 – 1             | Magyarország | Kisudvarnok Nézőszám: 300 Játékvezető: Gabriel Michlian (SVK) |
| 142. mérkőzés 2005. április 12. | Strozová 71' Budusová 81' | (0 – 0) Részletek | Pádár 53'    | Kisudvarnok Nézőszám: 300 Játékvezető: Gabriel Michlian (SVK) |

| 143. mérkőzés 2005. április 13. | Magyarország                       | 2 – 0             | Szlovákia | Integrál-DAC pálya, Győr Nézőszám: 100 Játékvezető: Ábrahám Tibor (HUN) |
| 143. mérkőzés 2005. április 13. | Czuder 75' Milassin 80' (11-esből) | (0 – 0) Részletek |           | Integrál-DAC pálya, Győr Nézőszám: 100 Játékvezető: Ábrahám Tibor (HUN) |

| 144. mérkőzés 2005. május 24. | Magyarország            | 2 – 0             | Szlovénia | Zalaegerszeg Nézőszám: 400 Játékvezető: Kulcsár Katalin (HUN) |
| 144. mérkőzés 2005. május 24. | Sümegi 53' Paraoánu 70' | (0 – 0) Részletek |           | Zalaegerszeg Nézőszám: 400 Játékvezető: Kulcsár Katalin (HUN) |

| 145. mérkőzés 2005. szeptember 24. vb-selejtező | Magyarország | 0 – 3             | Ausztria                 | Bük Nézőszám: 700 Játékvezető: Tosun Ayer (TUR) |
| 145. mérkőzés 2005. szeptember 24. vb-selejtező |              | (0 – 2) Részletek | Burger 9' 80' Aigner 32' | Bük Nézőszám: 700 Játékvezető: Tosun Ayer (TUR) |

| 146. mérkőzés 2005. október 27. vb-selejtező | Magyarország | 0 – 13            | Anglia | Tapolca Nézőszám: 350 Játékvezető: Dagmar Damková (CZE) |
| 146. mérkőzés 2005. október 27. vb-selejtező |              | (0 – 7) Részletek | K. Smith 3' 43' 80' Yankey 5' Aluko 12' 50' A. Scott 16' 38' Chapman 30' Williams 61' 87' (11-esből) Potter 76' (11-esből) Handley 79' | Tapolca Nézőszám: 350 Játékvezető: Dagmar Damková (CZE) |

| 147. mérkőzés 2005. november 9. vb-selejtező | Franciaország      | 2 – 0             | Magyarország | Blois Nézőszám: 2 500 Játékvezető: Michaela Gurdon Basimamovic (CRO) |
| 147. mérkőzés 2005. november 9. vb-selejtező | Soubeyrand 67' 81' | (0 – 0) Részletek |              | Blois Nézőszám: 2 500 Játékvezető: Michaela Gurdon Basimamovic (CRO) |